# Parque nacional de Khao Sok
El parque nacional de Khao Sok (en tailandés, เขาสก) es un área protegida que se encuentra en la provincia de Surat Thani, en el sur de Tailandia.  En el parque nacional Khao Sok hay áreas del distrito de Phanom y el distrito de Ban Ta Khun. Provincia de Suratthani. Hay una vasta área natural cubierta de selva tropical, que cubre la mayor parte del parque nacional. 
Hay poca superficie plana. Una parte del lado norte es una gran fuente de agua: la presa Ratchaprapha (Cheow Lan) con gran variedad de plantas y vida silvestre.
El parque nacional Khao Sok tiene un área de aproximadamente 741.01 kilómetros cuadrados o 463,131.43 rai y fue establecido como parque nacional el 23 de diciembre de 1980 como el parque 22.º del país.
El parque nacional Khao Sok, centro de “Las montañas de la selva tropical”, es el bosque verde más grande e importante del sur, que incluye el parque nacional Khao Sok, el santuario de vida silvestre Khlong Saeng, el santuario de vida silvestre Khlong Yan, el santuario de vida silvestre Khlong Nakha, el parque nacional Sri Phang Nga y el parque nacional Kaeng Krung. El área total de 2,296,879.5 rai tiene una alta biodiversidad. 
En los alrededores del parque nacional se pueden encontrar muchos tipos de frutas silvestres que sirven de sustento a los animales. Entre estas frutas se encuentran la jaca silvestre, el mangostán, el durián, el rambután, el azufaifo, el pomelo y los plátanos silvestres. La pimienta y el jengibre silvestres no son infrecuentes. 
El parque nacional de Khao Sok es quizás el más famoso por la flor bua phut (Rafflesia kerrii). 
Entre los mamíferos salvajes se encuentran el tapir malayo, el elefante asiático, el tigre, el ciervo sambar, el oso, el gaur, el banteng, el serow, el jabalí, el macaco de cola de cerdo, el langur, el gibón de manos blancas, la ardilla, el muntjak, el ciervo ratón y el ciervo ladrador. 
Tiene hermosos paisajes con maravillas naturales que incluyen cascadas, acantilados, cuevas y paisajes montañosos de piedra caliza que se elevan sobre el agua. Hasta recibir el apodo Guilin Tailandia

## Enlaces externooos

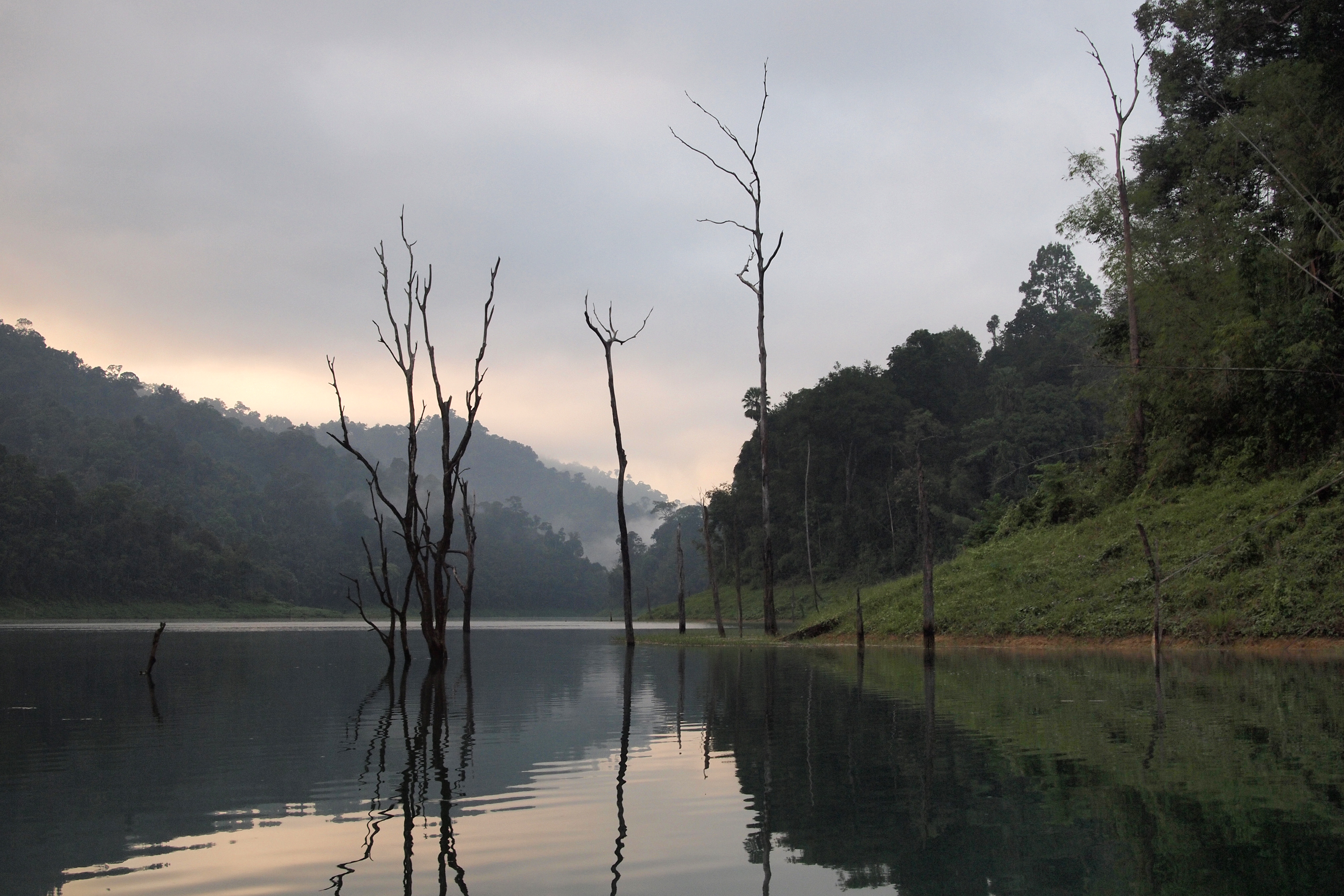
Vista desde un kayak, Khao Sok

- Wikimedia Commons alberga una categoría multimedia sobre Parque nacional de Khao Sok.
- Página web oficial
- Presentación de Khao Sok Archivado el 26 de marzo de 2016 en Wayback Machine.

- Datos: Q1760520
- Multimedia: Khao Sok National Park / Q1760520